# Inguleț
Inguleț (ucraineană Інгулець) este un râu, afluent de dreapta al Niprului, care curge prin Ucraina. Are o lungime de 557 km si un bazin hidrografic de 14.460 km². 
Ingulețul își are sursa în Podișul Niprului, într-o râpă (balka) la vest de satul Topîlo,  raionul Kropîvnîțkîi din regiunea ucraineană Kirovohrad, la aproximativ 30  km distanță fluviul Nipru, cu care curge paralel. Ingulețul se întoarce apoi spre sud, unde curge prin Bazinul Metalifer Krîvbas, regiunile Herson și Mîkolaiv, înainte de a se vărsa în cele din urmă la cca. 30 km est de orașul Herson în Nipru. Râul curge prin partea de sud a Podișului Niprului și apoi prin Cămpia Mării Negre.  Partea superioară a bazinului său se află în zona de silvostepă, inferioară – în stepa pontică. 
Lângă orașul Krîvîi Rih cursul râului a creat multe insule mici, cu o vegetație bogată. Cu toate acestea, vegetația este afectată de nivelul ridicat de contaminare al râului, din cauza industriei de extracție a minereului de fier din apropiere.
Localitățile urbane situate pe râu includ Oleksandria, Krîvîi Rih, Șîroke, Inhuleț (fost oraș fuzionat cu Krîvîi Rih) și Snihurivka.
Există o echipă profesionistă de fotbal în Ucraina care poartă numele râului - FC Inhulets Petrove.